# 270
Криза Римської імперії у 3 столітті. Період тридцяти тиранів. Зміна імператора. У Китаї завершується період трьох держав, в Японії триває період Ямато, в Індії період занепаду Кушанської імперії, у Персії править династія Сассанідів.
На території лісостепової України Черняхівська культура. У Північному Причорномор'ї готи й сармати.

## Події
- Римський імператор Клавдій II помер від чуми.
- В Іллірії після смерті імператора Клавдія II Сенат обирає імператором його брата Квінтілла, але коли війська перейшли на бік полководця Авреліана, Квінтілл скінчив життя самогубством. Римським імператором став Авреліан.
- Авреліан вибиває готів із території імперії.
- Римлянам довелося покинути Утрехт.
- В імперії економічна криза та інфляція.
- У Галльській імперії після загибелі імператора Вікторина у 270 чи 271 році імператором стає Тетрік I. На півночі Галлії піднімає повстання та проголошує себе імператором Доміціан II.

## Народились
- Максиміан II Дая, майбутній римський імператор.

## Померли
- Клавдій II
- Квінтілл
- Плотін, філософ.